# Career catfishing
 (août 2025).
Le terme career catfishing renvoie à la pratique par des nouveaux employés de ne pas se présenter au travail la première journée officielle d'emploi. Le terme est dérivé de catfishing, qui est traduit en français par « cyberimposture ».
Cette pratique, qui est courante parmi la génération Z américaine, servirait à signifier son opposition aux multiples entrevues et aux longs délais de réponse de leurs superviseurs. Elle pourrait aussi être la conséquence de la perception, par les personnes qui cherchent un emploi, qu'il existe beaucoup d'opportunités intéressantes et que l'emploi obtenu peut être facilement remplacé par un meilleur emploi.